# Де Араужу, Жозе Эдуардо
Жозе Эдуардо де Араужу (порт. José Eduardo de Araújo; род. 16 августа 1991, Андрадас, Минас-Жерайс), более известный как Зе Эдуардо (порт. Zé Eduardo) — бразильский футболист, полузащитник норвежского клуба «Саннефьорд».

## Биография
Жозе Эдуардо де Араужу или просто Зе Эдуардо, родился 16 августа 1991 года в городе Андрадас, штата Минас-Жерайс. В апреле 2003 года, Жозе был взят в юношескую команду «Крузейро», а с 2007 года выступал уже за молодёжную команду этого клуба. В феврале 2008 года, в возрасте 16 лет, Зе Эдуардо попал в основной состав команды, во многом благодаря главному тренеру Адилсону Батисте. В составе «Крузейро», Зе Эдуардо провёл четыре матча в победном для клуба чемпионате штата Минас-Жерайс.
В апреле 2009 года руководство «Крузейро» начало вести переговоры о возможном продлении контракта с Зе Эдуардо.
В конце августа 2009 года права на Зе Эдуардо были приобретены группой инвесторов, сумма сделки по некоторым данным составила более 500 тысяч евро. В своё время «Крузейро» получил право получить 25 % денежной суммы в случае продажи футболиста.
1 сентября 2009 года Зе Эдуардо на правах аренды перешёл в амстердамский «Аякс», аренда была рассчитана на один сезон, до 30 июня 2010 года. Зе Эдуардо выступал только за молодёжный состав амстердамцев.

## Достижения
- Чемпион штата Минас-Жерайс: 2008
- Чемпион Южной Америки (до 20-ти лет): 2009